# جانی برایان هانت
جانی برایان هانت (انگلیسی: Johnnie Bryan Hunt; ۲۸ فوریه ۱۹۲۷ – ۷ دسامبر ۲۰۰۶) کارآفرین اهل ایالات متحده آمریکا بود، که در سال ۱۹۶۴ شرکت جی. بی. هانت را تأسیس نمود.